# Dassault Falcon 900
Dassault Falcon 900 là một máy bay phản lực ba động cơ được chế tạo bởi hãng Dassault Aviation. Đây là loại phản lực thương gia ba động cơ duy nhất vì nó – cùng với anh em của mình là Falcon 50 và Falcon 7X (một phát triển cao cấp) – là những máy bay phản lực thương gia duy nhất hiện đang được sản xuất với 3 động cơ (loại trừ kiểu máy bay dân dụng cỡ lớn sản xuất để vận chuyển kinh doanh, buôn bán).

## Phát triển
Falcon 900 là một phát triển của Falcon 50, bản thân Falcon 50 lại là một phát triển của Falcon 20 trước đó. Việc phát triển Falcon 900 bao gồm thiết kế có sự hỗ trợ của máy tính và sử dụng các vật liệu composite. Dassault Falcon 900 dài 20,2 m, cao 7,5 m, sải cánh 19,3 m, với tốc độ bay 950 km / h, chiếc máy bay ở phiên bản hạng nhất (8 hành khách) có thể bay được quãng đường 7 km / h. Tốc độ tối đa của tàu là 1050 km / h. Máy bay, trong đó hơn 500 chiếc đã được sản xuất, bay qua không gian của hàng chục quốc gia trên thế giới.
Các mẫu cải tiến bao gồm Falcon 900B, cải tiến động cơ và tăng tầm bay, và Falcon 900EX với những cải tiến xa hơn nữa trong động cơ, tầm bay và buồng lái kính hoàn toàn. Những phiên bản hiện nay là Falcon 900EX EASy và Falcon 900DX. Tại EBACE 2008, hãng Dassault tuyên bố những phát triển khác của seri 900; đó là Falcon 900LX kết hợp với thiết kế đặc biệt cải tiến ở đầu cánh (High Mach Blended, cánh nhỏ phụ) của hãng Aviation Partners Inc.. Những cánh nhỏ được phát triển cho toàn bộ seri Falcon 900 như một bộ phận mới bổ sung với kế hoạch sẽ được cấp giấy chứng nhận vào năm 2009.

## Phục vụ

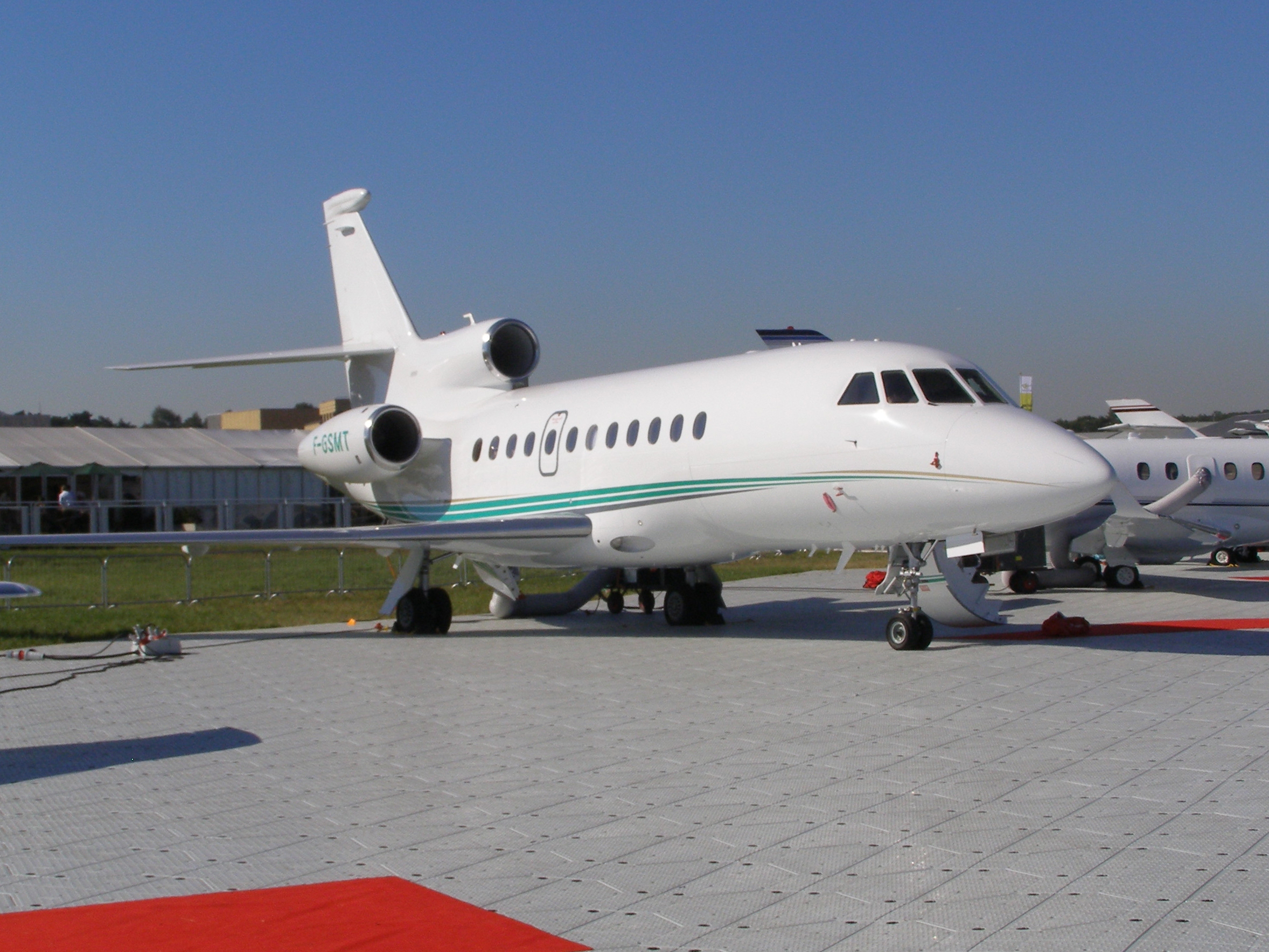
Dassault Falcon 900EX

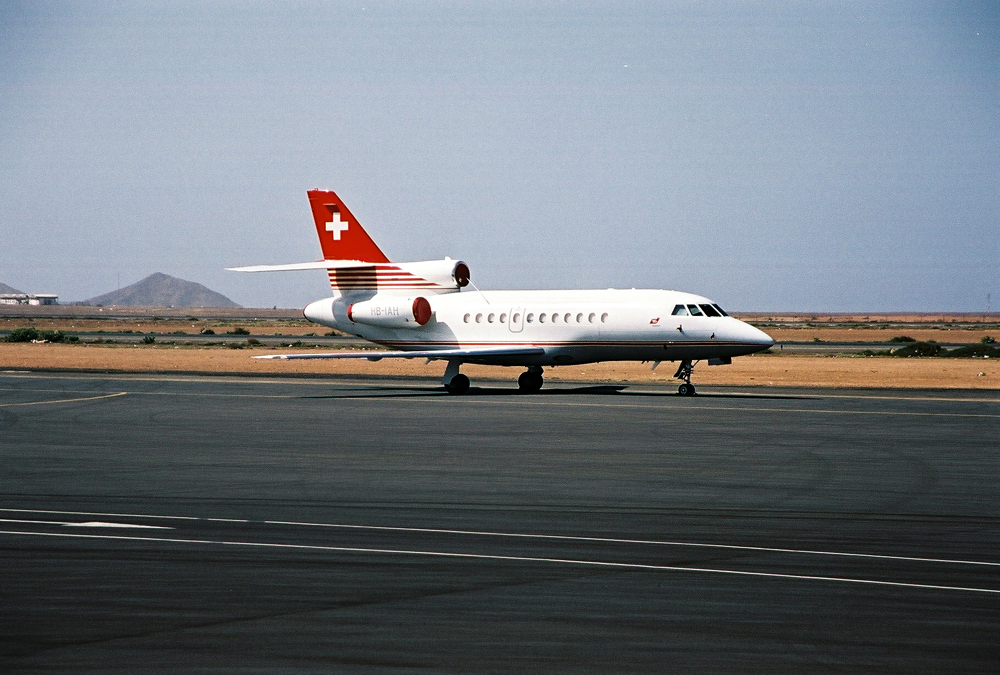
Falcon 900 tại Đảo Sal, Cape Verde

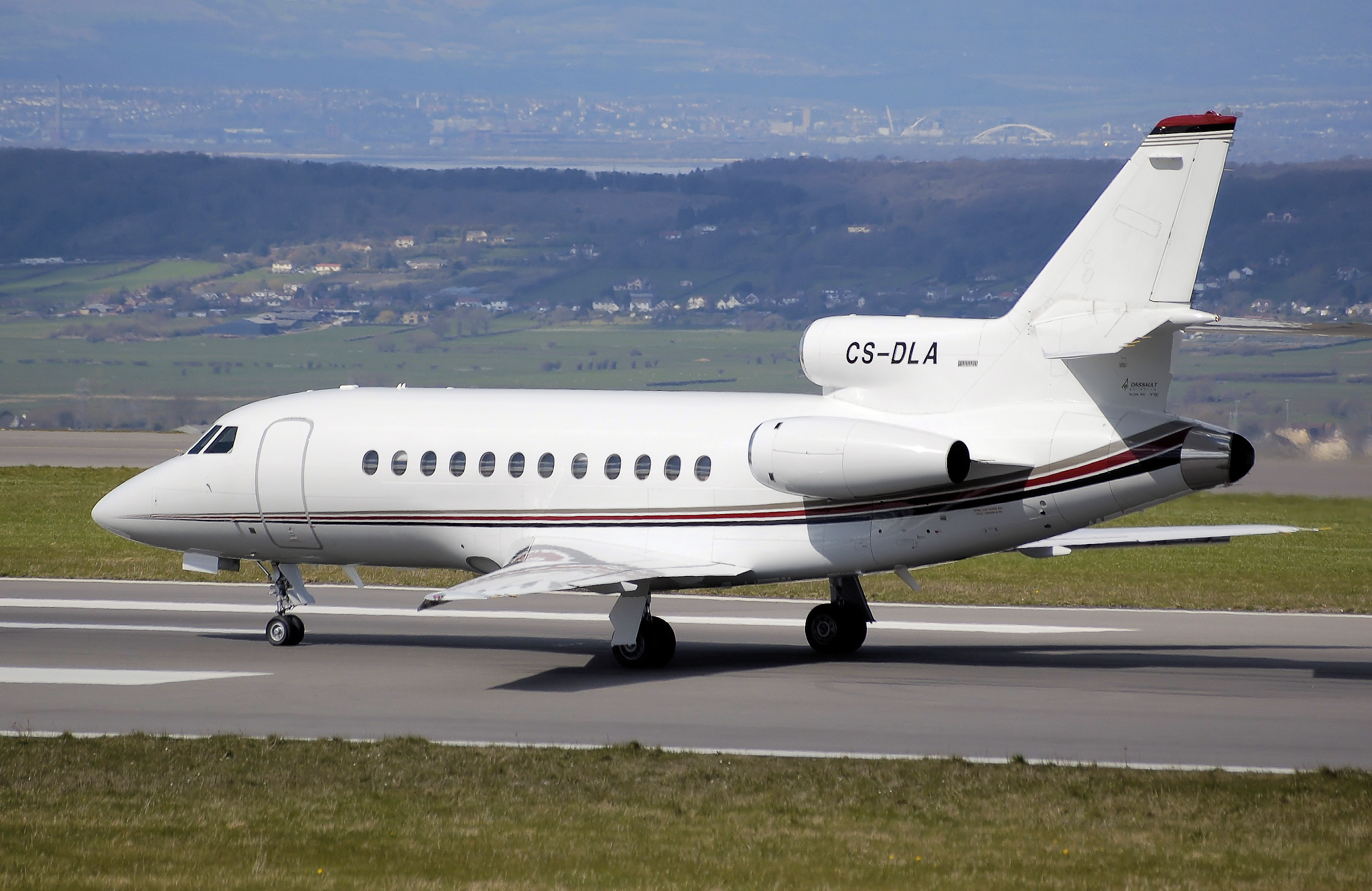
Dassault Falcon 900B tại Sân bay quốc tế Bristol, Anh.

Falcon 900 được sử dụng bởi Escadron de transport, d'entraînement et de calibrage, nó được sử dụng để chuyên chở các chính khách, quan chức của Pháp.

## Các quốc gia sử dụng

### Quân sự
Algérie
- Không quân Algeria

 Úc
- Không quân Hoàng gia Australia (1989-2003)

 Bỉ
- Không quân Hợp thành Bỉ

 Pháp
- Không quân Pháp

 Gabon
- Không quân Gabon

 Ý
- Không quân Italy

 Nhật Bản
- Bảo vệ Bờ biển Nhật Bản

 Malaysia
- Không quân Hoàng gia Malaysia

 Namibia
- Không quân Namibia

 Nigeria
- Không quân Nigeria

 Nam Phi
- Không quân Nam Phi

 Tây Ban Nha
- Không quân Tây Ban Nha

 Syria
- Không quân Syria

 UAE
- Không quân Các Tiểu vương quốc Ả Rập Thống nhất

## Thông số kỹ thuật (Falcon 900B)
Dữ liệu Brassey's World Aircraft & Systems Directory

### Đặc điểm riêng
- Phi đoàn: 2
- Sức chứa: 19 hành khách
- Chiều dài: 20.21 m (66 ft 4 in)
- Sải cánh: 19.33 m (63 ft 5 in)
- Chiều cao: 7.55 m (24 ft 9.5 in)
- Diện tích cánh: 49 m² (527 ft²)
- Trọng lượng rỗng: 10.255 kg (22.608 lb)
- Trọng lượng cất cánh: n/a
- Trọng lượng cất cánh tối đa: 20.640 kg (45.503 lb)
- Động cơ: 3× Honeywell TFE731-5BR-1C, 21.13 kN (4.750 lbf) mỗi chiếc

### Hiệu suất bay
- Vận tốc cực đại: Mach 0.84-0.87
- Vận tốc hành trình: 950 km/h (513 knots, 590 mph) trên 36.000 ft (10.970 m) (Mach 0.85)
- Tầm bay: 7.400 km (3.995 nm, 4.598 mi) (7 hành khách)
- Trần bay: 15.500 m (51.000 ft)
- Vận tốc lên cao: n/a
- Lực nâng của cánh: 435 kg/m² (91 lb/ft²)
- Lực đẩy/trọng lượng: n/a

### Máy bay có cùng sự phát triển
- Dassault Falcon 50
- Dassault Falcon 2000
- Dassault Falcon 7X

### Máy bay có tính năng tương đương
- Bombardier Challenger 605
- Gulfstream G450